# شریدن (مینیاپولیس)
شریدن (به انگلیسی: Sheridan) یک منطقهٔ مسکونی در ایالات متحده آمریکا است که در مینیاپولیس واقع شده‌است. شریدن ۲٬۸۸۴ نفر جمعیت دارد.